# Hoquei sobre herba als Jocs Olímpics d'estiu de 1996

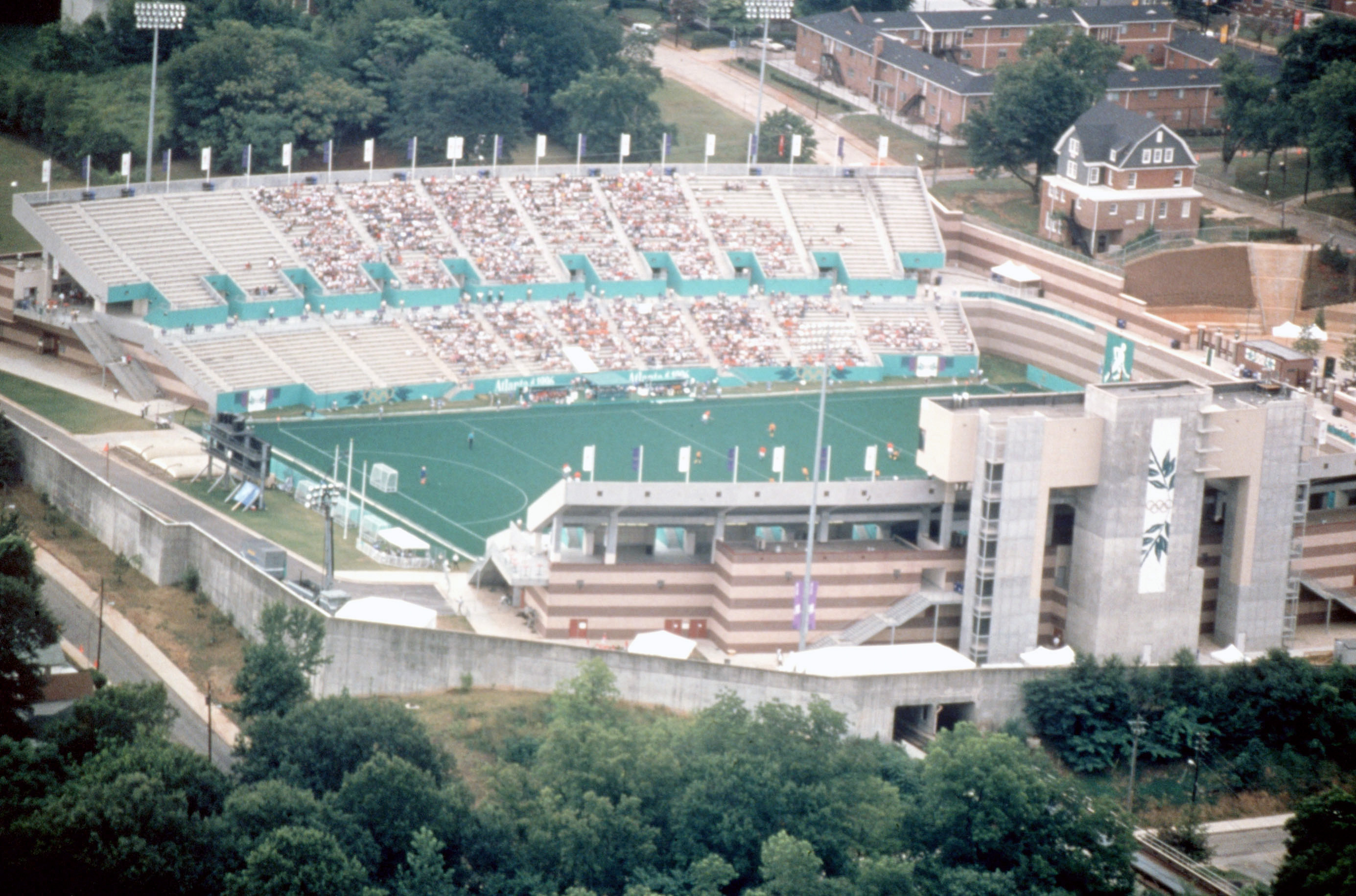
Instal·lacions del Morris Brown College Stadium, seu de la competició.

Als Jocs Olímpics d'Estiu de 1996 celebrats a la ciutat d'Atlanta (Estats Units d'Amèrica) es disputaren dues competicions d'hoquei sobre herba, una en categoria masculina i una altra en categoria femenina. La competició es disputà entre els dies 20 de juliol i 2 d'agost de 1996 al Morris Brown College Stadium i el Panther Stadium.

## Comitès participants
Hi participaren un total de 320 jugadors d'hoquei, entre ells 192 homes i 128 dones, de 12 comitès nacionals diferents:
| Categoria masculina - Alemanya - Austràlia - Argentina - Corea del Sud - Espanya - Estats Units - Índia - Malàisia - Països Baixos - Pakistan - Regne Unit - Sud-àfrica |  | Categoria femenina - Alemanya - Austràlia - Argentina - Corea del Sud - Espanya - Estats Units - Països Baixos - Regne Unit |

## Resum de medalles
| Prova                  | Or | Argent | Bronze |
| Hoquei masculí Detalls | Països BaixosJacques Brinkman · Floris Jan Bovelander · Maurits Crucq · Marc Delissen · Jeroen Delmee · Taco van den Honert · Erik Jazet · Ronald Jansen · Leo Klein Gebbink · Bram Lomans · Teun de Nooijer · Wouter van Pelt · Stephan Veen · Guus Vogels · Tycho van Meer · Remco van Wijk | EspanyaJaume Amat · Pol Amat · Xavier Arnau · Jordi Arnau · Óscar Barrena · Ignacio Cobos · Joan Dinarés · Juan Escarré · Xavier Escudé · Juantxo García-Mauriño · Antonio González · Ramon Jufresa · Joaquim Malgosa · Víctor Pujol · Ramon Sala · Pablo Usoz             | AustràliaMark Hager · Stephen Davies · Baeden Choppy · Lachlan Elmer · Stuart Carruthers · Grant Smith · Damon Diletti · Lachlan Dreher · Brendan Garard · Paul Gaudoin · Paul Lewis · Matthew Smith · Jay Stacy · Daniel Sproule · Ken Wark · Michael York                                                               |
| Hoquei femení Detalls  | AustràliaMichelle Andrews · Alyson Annan · Louise Dobson · Renita Farrell · Juliet Haslam · Rechelle Hawkes · Clover Maitland · Karen Marsden · Jenny Morris · Nova Peris-Kneebone · Jackie Pereira · Katrina Powell · Lisa Powell · Danni Roche · Kate Starre · Liane Tooth                  | Corea del SudJae-Sook You · Jeong-Sook Lim · Seung-Shin Oh · Hyun-Jung Woo · Eun-Young Lee · Eun-Kyung Lee · Ji-Young Lee · Myung-Ok Kim · Chang-Sook Kwon · Soo-Hyun Kwon · Mi-Soon Choi · Young-Sun Jeon · Deok-San Jin · Eun-Jung Chang · Eun-Jung Cho · Eun-Kyung Choi | Països BaixosSuzanne Plesman · Dillianne Boogaard · Florentine Steenberghe · Willemijn Duyster · Mijntje Donners · Fleur van de Kieft · Nicole Koolen · Jeannette Lewin · Wietske de Ruiter · Ellen Kuipers · Margje Teeuwen · Carole Thate · Jacqueline Toxopeus · Stella de Heij · Noor Holsboer · Suzan van der Wielen |

## Medaller
| Posició | País          | Or | Argent | Bronze | Total |
| 1       | Austràlia     | 1  | 0      | 1      | 2     |
| 1       | Països Baixos | 1  | 0      | 1      | 2     |
| 3       | Corea del Sud | 0  | 1      | 0      | 1     |
| 3       | Espanya       | 0  | 1      | 0      | 1     |